# 牟道
牟道（1452年—？年），字文載，四川重慶府巴縣人，民籍，明朝政治人物。

## 生平
四川鄉試第四名舉人。成化二十三年（1487年）中式丁未科三甲第二百零一名進士。

## 家族
曾祖牟應隆；祖父牟谷泰；父牟璣，母黃氏。